# José de Jesús González Hernández
José de Jesús González Hernández, OFM (ur. 25 grudnia 1964 w Etzatlán w Meksyku) – meksykański duchowny katolicki, biskup Chilpancingo-Chilapa w stanie Guerrero, franciszkanin, poliglota.

## Życiorys
Biskup José de Jesús urodził się 25 grudnia 1964 w Etzatlán w stanie Jalisco w rodzinie José i Irene Hernández. 14 sierpnia 1986 został przyjęty do nowicjatu w meksykańskiej prowincji franciszkanów "San Francisco e Santiago" w Zapopan. Po złożeniu pierwszej profesji 15 sierpnia 1987, rozpoczął studia przygotowujące do przyjęcia sakramentu kapłaństwa. Studia filozoficzne ukończył w Zapopan. Następnie został skierowany na studia teologiczne do Studium Theologicum Jerosolimitanum w Jerozolimie. W Ziemi Świętej przyjął święcenia kapłańskie 29 czerwca 1994.
Po powrocie do Meksyku był m.in. proboszczem w misji w Huazamota w stanie Durango (1994–1997) oraz w Santa Clara (1997–2000). W roku 2000, podczas wielkiego jubileuszu przebywał w Ziemi Świętej, pracując jako przewodnik i spowiednik. W następnym roku przeniósł się do Szwecji, gdzie przez trzy lata pracował w Sztokholmie jako proboszcz parafii hiszpańskojęzycznej. Po kursie przygotowawczym w Brukseli wyjechał w 2006 do Mozambiku. Do czasu nominacji biskupiej był proboszczem parafii katedralnej w Inhambane.
Papież Benedykt XVI mianował go biskupem prałatury terytorialnej w El Nayar 27 lutego 2010. Sakrę biskupią przyjął 25 maja 2010 z rąk kardynała Juana Sandovala Íñigueza, metropolity Guadalajary.
11 lutego 2022 papież Franciszek mianował go biskupem diecezjalnym Chilpancingo-Chilapa.
Biskup Jesús włada językiem francuskim, portugalskim, włoskim i angielskim. We wszystkich tych językach w różnych etapach swego życia studiował lub pracował jako duszpasterz.